# Jocelyn Angloma
Jocelyn Angloma (Les Abymes, Guadeloupe, 7 augustus 1965) is een Franse voormalige voetballer, die het grootste deel van zijn carrière als verdediger speelde. Hij is sinds december 2017 bondscoach van Guadeloupe.

## Interlandcarrière
Angloma kwam in totaal 37 keer uit voor het nationale elftal, waarin hij één keer scoorde. Hij maakte deel uit van het Franse elftal op het EK van 1996. Angloma was een voetbalnomade, die in zijn carrière voor acht verschillende clubs uitkwam, in Frankrijk, Italië en Spanje.
In 2007 maakte hij, op 41-jarige leeftijd, deel uit van het Guadeloups voetbalelftal tijdens de CONCACAF Gold Cup.

## Erelijst
- Champions League in 1993 met Marseille
- Champions League-finalist in 2000 and 2001 met Valencia
- UEFA Cup-finalist in 1997 met Inter Milan.
- Landskampioen in 1992 met Marseille
- Landskampioen in 2002 met Valencia
- Copa del Rey in 1999 met Valencia
- Kampioen van Guadeloupe in 2007 met Étoile de Morne-à-l'Eau